# Palcacocha
Palcacocha (Quechua Pallqaqucha: pallqa, p'allqa, p'alqa = se bifurcó; qucha = lago) es una laguna de origen glaciar de la cordillera de los Andes en Perú, localizada en el departamento de Ancash, Provincia de Huaraz. Además de estar dentro del Parque Nacional Huascarán, un Área Natural Protegida. 

## Ubicación

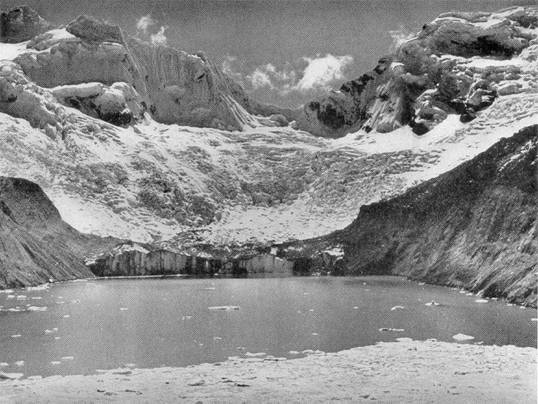
Palcacocha en 1939

Palcacocha, está localizada en 9°23′49″S 77°22′47″O / -9.39694, -77.37972 en la Cordillera Blanca a una elevación de 4 562 m s.n.m., justo bajo las cumbres del Palcaraju (6,274 m) y del Pucaranra (6,156 m). La laguna es una de varias lagunas que suministran agua a la ciudad Huaraz, 23 km al suroeste.

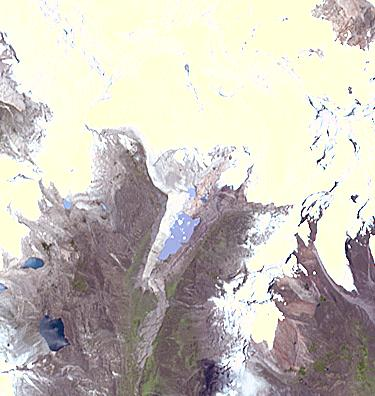
Palcacocha en 2001

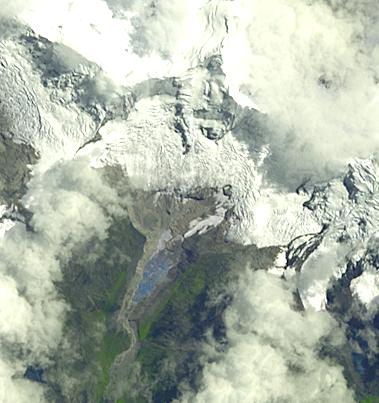
Palcacoha 2003

## Aluvión de 1941
En la mañana del 13 de diciembre de 1941 un enorme pedazo del glaciar adyacente cayó a la laguna Palcacocha generando una ola y causando la ruptura del dique morrénico que contenía a la laguna. El agua se desbordó hacia el valle Cojup, destruyendo otra laguna en su camino, Jiracocha (en Quechua: Q'iraqucha) y llevando bloques de hielo, rocas grandes y barro líquido hacia el valle del río Santa. En 15 minutos el lodo llegó a Huaraz, con 400 m³ de desechos enterrando partes de la ciudad y causando la muerte de aproximadamente 1,800 habitantes.

## Alerta de Inundación 2003
En abril de 2003, científicos de la NASA descubrieron una fisura en el glaciar por encima de Palcacocha con imágenes de satélite de noviembre de 2001. Sus avisos llegaron a Perú justo dos semanas después que el personal de la Unidad de Glaciología y Recursos Hídricos presentara un estudio de campo de Palcacocha, donde la ruptura de una morrena había causado una inundación menor de la laguna el 19 de marzo de 2003 la cual habían sido soportadas por las construcciones de seguridad de 1940.
Según investigaciones hechas por científicos de la Universidad de Innsbruck en Austria, el pánico producido entre los habitantes y el daño económico a la industria de turismo de Huaraz pudo haber sido impedido, ya que según sus hallazgos los avisos de NASA eran una malinterpretación de los datos del satélite.

## Amenaza actual
El volumen de agua de Palcacocha ha aumentado significativamente en años recientes. Según un estudio de la Universidad de Texas en Austin la ciudad de Huaraz enfrenta un riesgo alto de ser inundada por la laguna. El volumen ha crecido 34 veces desde 1970, llevando a varios declaraciones de estado de emergencia. Al mismo tiempo, la población de Huaraz ha aumentado de 25 000 en 1941 a alrededor 130 000, muchos viven en el área que ha sido anteriormente inundada.
En 2010 el UGRH presentó planes para bajar el nivel de agua por 15 metros para disminuir el riesgo de inundación. Al mismo tiempo, el gobierno nacional transfirió la responsabilidad de seguimiento de lagos de glaciar a las autoridades regionales. Como las autoridades regionales no cuentan con los fondos para implementar las medidas propuestas por el UGRH, seis tuberías de drenaje han sido instaladas en 2011 reduciendo el nivel de agua en tres metros hacia julio de 2013.

## Responsabilidad mundial
En marzo de 2015, un ciudadano de Huaraz afectado por el riesgo de inundación, Saúl Luciano Lliuya, alcanzó interés global sobre la situación en Palcacocha cuándo envió una carta a la compañía de servicios alemana RWE en la cual los hace parcialmente responsables de la situación. Luciano Lliuya declara que RWE ha contribuido a la mitad del porcentaje del cambio climático global a través de sus operaciones; consiguientemente, RWE tendría que contribuir a la mitad del porcentaje de los costos para reducir el riesgo de inundación de Palcacocha. En abril de 2015, la compañía respondió argumentando que el reclamo de Saúl Luciano Lliuya no tiene base legal y negó cualquier responsabilidad con la situación.